# Termoformados
Termoformagem é um termo utilizado para designar os métodos de transformação de polímeros efetuados por meio do aquecimento de chapas termoplásticas, com posterior moldagem por pressão positiva ou negativa (INNOVA, 2019; MALPAGA, 2012 p. 13 e 14; PICKLER, 2016 p. 31; SULPLAST, 2019).
Em todas as modalidades de termoformagem, a espinha dorsal produtiva pode ser estabelecida com base nas seguintes etapas: 1) posicionamento da chapa termoplástica na estrutura de moldagem; 2) aquecimento da chapa termoplástica até sua temperatura vítrea (tg); 3) conformação do material por pressão negativa ou positiva; 4) resfriamento; 5) extração do produto (INNOVA, 2019; PICKLER, 2016 p. 37; SULPLAST, 2019).
A diferença entre os processos termoformados reside na fase de conformação, que pode ser efetuada por movimentação mecânica negativa ou positiva em relação ao molde, sucção a vácuo (pressão negativa), compressão (pressão positiva) ou atividade combinada de mais de uma destas ações (OLIVEIRA, 2015).

## Principais métodos de termoformagem
De acordo com Mundo do Plástico (2018), os principais métodos de termoformagem são:
- Vacuum forming (Moldagem a vácuo);
- Vacuum casting (Molde com macho e fêmea);
- Press forming (Moldagem por pressão).
Dentre eles, o mais empregado na indústria de transformação é o vacuum forming, que possibilita o desenvolvimento de itens com precisão técnica, elevada resistência mecânica, espessura variável e boa relação custo/benefício, quando comparado a outros processos de transformação do plástico (MUNDO DO PLÁSTICO, 2018; SULPLAST, 2019).
Em função de suas vantagens, produtos termoformados são usados por diversos setores industriais como: automotivo, refrigeração, máquinas agrícolas, construção civil, embalagens, aeronaves e muitos outros (OLIVEIRA, 2015; SULPLAST, 2019).

## Principais matérias-primas utilizadas
Diversos tipos de materiais termoplásticos podem ser utilizados nos processos de termoformagem, de acordo com as exigências de cada projeto. Mas segundo Pickler (2016, p. 36), entre as principais matérias-primas usadas, é possível citar:
- Polipropileno (PP);
- Acrolonitrila-Butadieno-Estireno (ABS);
- Poliestireno (PS);
- Polimetacrilato de metila (PMMA);
- Policarbonato (PC);
- Polietileno (PE);
- Policloreto de vinila (PVC).
Além disso, também podem ser efetuadas misturas entre dois materiais como ABS+PMMA ou adicionar aditivos como cargas e reforços, para se conseguir potencializar determinadas propriedades como resistência UV, leveza, resistência mecânica, elasticidade, estabilidade dimensional, dentre outras (BRASKEN, 2002; COSTA, 2019; SULPLAST, 2019).

## História da termoformagem
Embora as primeiras iniciativas de termoformagem remontem à moldagem de carapaças de tartaruga (queratina) para confecção de recipientes para comida, por parte de povos pré-históricos do Egito e da Micronésia, processos menos artesanais surgiram apenas na década de 1870, quando John Wesley Hyatt e Charles Burroughs, passarama conformar nos EUA, chapas de celuloide ou nitrato de celulose em moldes de aço (PICKLER, 2016 p. 31).
Mas segundo Pickler (2016, p. 32), a termoformagem moderna se desenvolveu no período da 2ª Guerra Mundial, quando: “pesquisas em resinas de termoplásticos permitiram a comercialização da extrusão de PVC (policloreto de vinila), PS (poliestireno) e o desenvolvimento do PMMA (acrílico)”.
Em processo de evolução ao longo dos anos, atualmente a termoformagem é utilizada para produzir itens como pára-choques, painéis, carenagens  e proteções automotivas, forros e tampas de refrigeradores, além de muitos produtos presentes no dia-a-dia (PICKLER, 2016 p. 32; SULPLAST, 2019).

1. 1 2  INNOVA. «Manual de Termoformagem» (PDF). Consultado em 21 de outubro de 2019
2. ↑  MALPAGA, Isaac. Estudo de caso comparativo de viabilidade técnica e econômica entre processos de termoformagem e injeção plástica. 2012. 106 f. Monografia (Especialização) - Curso de Engenharia de Controle e Automação, Faculdade Politécnica de Jundiaí, Jundiaí, 2012.
3. 1 2 3 4 5 6  PICKLER, Guilherme de Pieri. Análise de eficiência energética de uma termoformadora de copos poliméricos descartáveis. 2016. 160 f. Dissertação (Mestrado) - Curso de Programa de Pós-graduação em Engenharia Mecânica, Centro Tecnológico, Universidade Federal de Santa Catarina, Florianópolis, 2016. Disponível em: <https://repositorio.ufsc.br/xmlui/bitstream/handle/123456789/174696/344790.pdf?sequence=1&isAllowed=y>. Acesso em: 20 out. 2019
4. ↑  Sulplast Fibra de Vidro e Termoplástico Ltda. (2019). «Termoplástico». Consultado em 26 de novembro de 2019
5. 1 2 3 4 5  Sulplast Fibra de Vidro e Termoplástico Ltda. «Vacuum Forming». Consultado em 24 de novembro de 2019
6. 1 2  OLIVEIRA, Emerson. Processamento de Polímeros. Joinville: Instituto Federal de Educação, Ciência e Tecnologia de Santa Catarina, 2015. 74 slides, color. Aula do Curso de Técnico em Mecânica. Disponível em: <http://joinville.ifsc.edu.br/~emerson.oliveira/Processamento%20de%20Pol%C3%ADmeros/Vespertino/Processamento-Pol%C3%ADmeros.pdf>. Acesso em: 22 out. 2019.
7. 1 2  Mundo do Plástico. «Conheça os processos mais aplicados na termoformagem». Informa Markets. Consultado em 21 de outubro de 2019
8. ↑  BRASKEN. «Glossário de termos aplicados a polímeros» (PDF). Consultado em 23 de outubro de 2019
9. ↑  COSTA, Hamilton Nunes da. «A influência de cargas na composição da matéria-prima plastica». Consultado em 23 de outubro de 2019